# Apple Music
Apple Music — це сервіс для потокового прослуховування музики, розроблений компанією Apple. Користувачі мають змогу самі вибирати музику, яку бажають слухати на своєму пристрої. Сервіс включає модеровану радіостанцію Beats 1, блоґо-платформу Connect, яка дозволяє музикантам розміщувати в ній свої фото, дописи, відео та музику, та Radio, яке включає деякі з функцій iTunes Radio. Apple Music пропонує підказки та рекомендації, що базуються на вподобаннях слухача, а також має інтеграцію з голосовими командами Siri.

## Огляд
На конференції WWDC у 2015 році компанія Apple заявила, що сервіс буде запущено в червні того ж року, а перші три місяці користування будуть безплатними. Далі підписка на Apple Music коштуватиме $9,99 на місяць, що є близьким значенням до точки ринкової рівноваги в музичній індустрії, розрахованої на основі Моделі відкритої музики. В Україні вартість користування сервісом складає $4,99 за персональний «індивідуальний» та $7,99 за так званий «сімейний» доступ. Також доступна студентська підписка, вартість якої $2,49 — це вдвічі дешевше, аніж у США.Користувач має змогу вибрати треки, які можна буде прослуховувати на його пристрої у потоковому форматі, а також збережені для офлайн-прослуховування. Також сервіс має систему пропозицій музики, яка базується на вподобаннях користувача. На разі вартість користування Apple Music та її список треків є подібним до схожих бібліотек (Google Music, Spotify), але розробники планують дистанціюватись від «ще одного стримінгового сервісу» завдяки новим функціям і ексклюзивному контенту.
Розділ з інтернет-радіо включає станції, що керуються відомими музикантами. Перша з них Beats 1, доступна в 100 країнах і керується колишнім ведучим з BBC Radio 1 діджеєм Zane Lowe, також хіп-хоп діджеєм Ебро Дарденом та Джулією Аденугою.
Розділ «Connect» − це блог-платформа, де музиканти діляться музикою та відео з своїми прихильниками. Частина із завантажених на сервіс треків є ексклюзивними і доступні тільки в Connect. Apple Music підтримує голосові команди Siri, наприклад, пошук пісень і більш широкі запити, такі як «найкращі треки за вибраний період» або «пісня з фільму Сельма».
Програма Apple Music має інтерфейс із вкладками. Розділ «Для тебе» («For You») включає музичні рекомендації. Розділ «Моя музика» містить куплені користувачем треки, які можна слухати через стримінг. Розділ «Радіо» − це поєднання колишнього радіо iTunes, наприклад, станції з рекламою, де звучать треки вибраного жанру або артисту чи артистів.

## Історія створення
Ще до створення Apple Music продукти iPod та iTunes були відомими революційними продуктами в сфері цифрової музики. Колишній керівник компанії Стів Джобс свого часу був проти музичних сервісів з платними підписками. Після покупки компанії Beats Electronics, виробника електроніки, у 2014, компанія Apple отримала у власність сервіс Beats Music. Business Insider повідомляв, що ці два сервіси могли бути об'єднані в один. Apple також найняла британського діджея Zane Lowe, щоб він керував музичним архівом сервісу.

Країни, де працює Apple Music

Після дового очікування Apple Music у червні 2015 року на Worldwide Developers Conference компанія оголосила про плани щодо запуску сервісу наступного місяця. Керівник напрямку, Моріс, заявив, що сервіс з рекламою зможе отримати прибуток в тій галузі, де Spotify не зміг. Хіп-хоп співак Drake вийшов на сцену з розповіддю про те, як він користується платформою Connect. Apple також пояснив, як останні артисти змогли б також нею користуватися.
У листопаді 2015 року з'явилась підтримка смартфонів на базі Android та Apple TV. Живі стримінгові радіо можна слухати, додавши радіостанцію в iTunes 11 до закладки «Радіо». Користувачі Windows XP та Windows Vista мають доступ лише до iTunes Radio без доступу до стримінгових радіо, причиною тому є кодування DRM. Для доступу до живих трансяцій в Apple Music необхідно мати обліковий запис Apple ID з країни, де цей сервіс працює.
До Apple Music протягом перших 6 місяців після запуску приєдналось 10 млн користувачів.

## Процес створення
При створенні Apple Music враховувались відгуки користувачів таким чином, щоб зробити інтерфейс був інтуїтивним, але спочатку він мав проблеми з акумулятором  і використанням музичної бібліотеки iCloud. Свого часу ця функція створила чимало проблем користувачам, коли вони не змогли синхронізувати музичні бібліотеки. Все ж сервіс має ряд корисних можливостей. Видання The Verge написало, що сервіс схожий на своїх конкурентів за ціною та функоціоналом. Ресурс Mashable відмітив, що люди замість комп'ютерів організовують музичну бібліотеку в Apple Music.

### Політика оплати правовласникам
Перед запуском сервісу Apple Music співачка і композитор Тейлор Свіфт написала відкритого листа до громадськості з критикою рішення компанії Apple не виплачувати правовласникам прибуток від прослуховувань їх треків протягом перших трьох місяців, які є безкоштовними для користувачів. Також вона заявила, що альбом 1989 не буде розміщено на сервісі.
Наступного дня після заяви Тейлор Едді К'ю написав у твітері, що компанія змінила умови сервісу і відтепер буде оплачувати правовласникам прослуховування їх треків навіть під час випробувального трьохмісячного терміну. Після цього співачка все ж погодилась розмістити свій альбом на сервісі.

## Підтримка пристроями
Apple Music працює на пристроях під управлінням iOS версії 8.4 і вище, в iTunes версії 12.2 і вище (в операційній системі OS X Mavericks і новіше; Windows 7 і новіше) і в пристрої Apple Watch а також Android версії 4.3 і вище.